# Kashmir (band)
Kashmir is een Deense alternatieverockband die in het voorjaar van 1991 in Frederiksberg werd opgericht door de drie schoolvrienden Kasper Eistrup, Mads Tunebjerg en Asger Techau onder de naam Nirvana. Nadat de Amerikaanse grungeband Nirvana bekend wordt veranderen ze de naam in Kashmir, genoemd naar het nummer van Led Zeppelin. In 2001 sluit toetsenist/gitarist Henrik Lindstrand zich bij de band aan.
De band breekt in 2000 landelijk door wanneer ze bij de Danish Music Awards (de Dansk Grammy) zes keer in de prijzen valt met Awards voor de beste band, beste album ("The Good Life"), beste rockuitgave ("The Good Life"), beste songwriter (Kasper Eistrup), beste producent (Joshua en Kashmir voor "The Good Life") en beste muziekvideo ("Mom In Love, Daddy In Space"). In 2004 wint Kashmir vier Danish Grammies voor beste band, best rockuitgave ("Zitilites"), beste muziekvideo ("Rocket Brothers") en beste albumhoes ("Zitilites").
Op het door Tony Visconti geproduceerde album "No Balance Palace" uit 2005 staan samenwerkingen met Lou Reed ("Black Building") en David Bowie ("The Cynic").

## Bezetting
- Kasper Eistrup - zang, gitaar (sinds 1991)
- Henrik Lindstrand - keyboard, gitaar (sinds 2001)
- Asger Techau - drums (sinds 1991)
- Mads Tunebjerg - basgitaar (sinds 1991)

## Discografie
Studioalbums
- Travelogue (1994)
- Cruzential (1996)
- The Good Life (1999)
- Zitilites (2003)
- No Balance Palace (2005)
- Trespassers (2010)
- E.A.R (2013)

Livealbum
- The Aftermath (2005)

Compilatiealbum
- Katalogue 1991–2011 (2011)

Ep's
- Travelogue (EP) (1994)
- The Epilogue (1995)
- Stand EP (1997)
- Home Dead (2001)
- A Selection of Two Lilies E.P. (2004)
- Petite Machine (2009)
- No Balance EP (2010)
- Extraordinaire (2010)

Dvd's
- Rocket Brothers (2003)